# Carlo Vistoli
Carlo Vistoli (Lugo, 13 agosto 1987) è un contraltista italiano specializzato in opera barocca.

## Biografia

### Gli studi e gli esordi
Carlo Vistoli intraprende lo studio del canto lirico con William Matteuzzi, affiancando successivamente l’approfondimento del repertorio con Sonia Prina. Debutta in scena nel 2012 cantando la parte della Sorceress in Dido and Aeneas di Henry Purcell, a Cesena e Ravenna. Nello stesso anno interpreta Licida ne L’Olimpiade di Josef Mysliveček al Teatro Comunale di Bologna. Nel 2013 vince il Premio Barocco al Concorso Renata Tebaldi di San Marino.
Scelto per la settima edizione di Le Jardin des Voix, accademia barocca per giovani professionisti creata da Les Arts Florissants, nel 2015 intraprende una tournée internazionale con il programma «Un jardin à l’Italienne», diretto da William Christie e Paul Agnew. Da allora, collabora regolarmente con l’ensemble francese.

### Esibizioni
Proprio con Les Arts Florissants ha cantato nel Messiah di Georg Friedrich Händel, nella Selva morale e spirituale di Claudio Monteverdi, nel Dido and Aeneas di Purcell e in una nuova produzione de L’incoronazione di Poppea di Monteverdi al Festival di Salisburgo nel 2018.
Nel 2017 prende parte alla tournée Monteverdi450 degli English Baroque Soloists e Sir John Eliot Gardiner, cantando Ottone ne L’incoronazione di Poppea e l’Umana Fragilità ne Il ritorno di Ulisse in patria, toccando sale da concerto come Lincoln Center di New York, Harris Theater di Chicago, Philharmonie de Paris, Philharmonie Berlin e La Fenice di Venezia. Ancora con Gardiner, nel 2019 canta Athamas in Semele di Händel in tournée, con una rappresentazione anche al Teatro alla Scala di Milano. Sempre nel 2017 canta la parte di Idraspe al Festival di Aix-en-Provence in Erismena di Francesco Cavalli.
Nel 2019 canta nel ruolo del titolo nell'Orfeo ed Euridice di Christoph Willibald Gluck al Teatro dell'Opera di Roma, nell'allestimento firmato da Robert Carsen e diretto da Gianluca Capuano, e con lo stesso ruolo e nella stessa produzione debutta a Les Arts di Valencia nel marzo del 2024. Nel 2022 è ancora Orfeo nell'Orfeo ed Euridice di Gluck alla Komische Oper di Berlino, in una nuova produzione diretta da David Bates e con la regia di Damiano Michieletto e debutta alla Staatsoper di Berlino ne L'incoronazione di Poppea come Nerone.
Dal 2021 ha collaborato a più riprese con Cecilia Bartoli e Les Musiciens du Prince – Monaco diretti da Gianluca Capuano, cantando assieme al mezzosoprano italiano lo Stabat Mater di Giovanni Battista Pergolesi in tournée, Alcina di Händel al Maggio Musicale Fiorentino con la regia di Damiano Michieletto (2022), Giulio Cesare in Egitto ancora di Händel in forma di concerto in tournée nell'autunno del 2023 alla Philharmonie Luxembourg, Théâtre des Champs-Elysées di Parigi, Bozar di Bruxelles, Concertgebouw di Amsterdam e Philharmonie di Colonia, e in scena con la regia di Davide Livermore all’Opéra de Monte-Carlo nel gennaio del 2024. Con questa produzione, ha poi debuttato alla Wiener Staatsoper nell'estate dello stesso anno.
Nell'aprile del 2023 è accanto ai Berliner Philharmoniker e ad Emmanuelle Haïm al Festspielhaus di Baden-Baden nel Trionfo del Tempo e del Disinganno di Händel e nell'autunno di quell'anno canta nella parte di Farnace nel Mitridate, re di Ponto di Mozart alla Staatsoper di Berlino. Oltre al Giulio Cesare nell'opera di Händel, nel maggio del 2023 e nel febbraio del 2024 Vistoli interpreta altri due ruoli iconici del grande repertorio barocco al Théâtre des Champs-Elysées di Parigi: Orlando nell'Orlando furioso di Antonio Vivaldi con Jean-Christophe Spinosi e l'Ensemble Matheus e Rinaldo nell'opera omonima di Händel con Thibault Noally alla guida di Les Accents.
Nell'autunno 2024 debutta al Teatro alla Scala di Milano nella parte di Alidoro nell'Orontea di Pietro Antonio Cesti, in una nuova produzione diretta da Giovanni Antonini e con la regia di Robert Carsen. Torna poi alla Scala nella primavera del 2025, prendendo parte, come Berengario da Arundel e Adelmo da Otranto, alla creazione mondiale dell'opera Il nome della rosa di Francesco Filidei, ispirata all'omonimo romanzo di Umberto Eco, in un allestimento firmato da Damiano Michieletto, sotto la direzione di Ingo Metzmacher.

## Premi
- Helpman Award 2016[26]: Miglior cantante maschile in un'opera, Agrippina di Händel (Ottone), Brisbane Baroque Festival.

- 43ª edizione del Premio Franco Abbiati della critica musicale italiana: Miglior cantante del 2023[27].
- 2024 Jan Shrem and Maria Manetti Shrem Emerging Stars Competition per l'interpretazione della parte di Arsace in Partenope di Georg Friedrich Händel alla San Francisco Opera[28].